# (37577) 1990 RG
1990 RG (asteroide 37577) é um asteroide da cintura principal. Possui uma excentricidade de 0.19971080 e uma inclinação de 6.66179º.
Este asteroide foi descoberto no dia 14 de setembro de 1990 por Henry E. Holt em Palomar.